# トリホスファン
トリホスファン（英語: triphosphane、IUPAC系統名）または、トリホスフィン（英語: triphosphine）は、化学式が HP(PH
2)
2 で表される無機化合物である。ジホスフィンから合成できるが、室温では非常に不安定である。
2 P
2H
4 → P
3H
5 + PH
3
サンプルはガスクロマトグラフィーで単離される。この化合物は速やかにPH3とシクロホスフィンのcyclo-P
5H
5に変わる。